# Équipe de Lettonie de football
Cet article traite de l'équipe masculine. Pour l'équipe féminine, voir Équipe de Lettonie féminine de football.
Maillots
L'équipe de Lettonie de football est constituée par une sélection des meilleurs joueurs lettons sous l'égide de la Fédération de Lettonie de football.

## Histoire

### Précision
Après la Première Guerre mondiale et la révolution d'Octobre en Russie, la Lettonie obtient sa première indépendance en 1918. Ce pays resta indépendant jusqu’en 1940 avec l’occupation nazie et la « libération » par l'URSS en 1944. La Lettonie est rattachée à l’URSS en tant que république fédérée au sein de l’URSS. C’est en 1990 que la Lettonie redevient indépendante.

### La Lettonie en football, durant la période 1918-1942
La Lettonie joua son premier match le 24 septembre 1922, à Riga, contre sa voisine l’Estonie. Le match se solda par un nul 1 à 1. L’équipe de France de football a affronté une seule fois cette équipe le 27 mai 1924, à Saint-Ouen (France) et s’imposa 7-0. Durant cette période, la Lettonie enregistra sa plus grosse défaite 12-0 contre la Suède, à Stockholm, en 1927 ; et sa plus grosse victoire contre l'Estonie, à Tallinn (Estonie) en 1942, 8 buts à 1.
De 1929 à 1938, les pays baltes se disputèrent une Coupe de la Baltique, qui existe toujours ; la Lettonie remporta cinq des dix éditions, étant deuxième des cinq autres. Preuve de sa suprématie régionale, la Lettonie faillit participer à la Coupe du monde de 1938 : lors des éliminatoires, elle élimina facilement la Lituanie (4-2 puis 5-1 à son avantage), avant de se faire difficilement sortir par l'Autriche (victoire autrichienne par deux buts à un, à Vienne). Cependant l'Autriche fut annexée par l'Allemagne en 1938, lors de l'Anschluss, et ne put participer à la compétition ; malgré la défection autrichienne, la FIFA décida de ne pas inviter la Lettonie à participer à la compétition.
L'attaquant Alberts Šeibelis fut sans doute le plus doué et le plus populaire de tous les footballeurs lettons de la période de l'entre-deux-guerres ; en 54 matches, il scora à 14 reprises. Comme beaucoup de joueurs de la sélection lettone, il fréquenta le Riga FK, le club dominant de l'époque, Il put y croiser Jānis Lidmanis, capitaine de la sélection, Edvīns Bārda, Arnolds Tauriņš, ainsi que les avants Ēriks Raisters et Ēriks Pētersons. Le portier attitré de la sélection fut Arvīds Jurgens, joueur du Riga FK, puis de l'ASK Riga ; ce dernier était également international de hockey sur glace, de hockey russe et de basketball. Cette multidisciplinarité ne lui était pas propre, puisque Lidmanis remporta l'Eurobasket 1935 avec la Lettonie, et Petersons fut international de hockey sur glace. De même, Aleksandrs Vanags, de l'Universitātes Sports puis de l'ASK Rīga, fut hockeyeur et médaillé d'argent lors de l'Eurobasket de 1939. Parmi les autres grands joueurs, citons enfin Jānis Rozītis, qui joua pour le Riga FK mais aussi, et surtout, pour le VEF Riga, et Iļja Vestermans, qui ne fut licencié ni de l'ASK, ni du VEF ni du FK, mais de l'Hakoah, club de l'importante communauté juive vivant alors en Lettonie.
Il est à noter que ces joueurs, en raison de l'annexion de la Lettonie à l'URSS, en 1940, puis de l'invasion allemande, en 1941, connurent pour la plupart de tragiques destinées : beaucoup  durent s'exiler, voyant ainsi  leur carrière se briser (Jurgens partit au Canada, Barda en Angleterre, Tauriņš, Šeibelis, Vestermans, Pētersons aux États-Unis, Lidmanis en Australie, Vanags en France) ; Rozītis et Raisters (qui continua sa carrière au Dinamo Minsk après l'annexion), moururent en 1942, le premier accidentellement, l'autre sur le front. Seuls Vanags et, à un degré moindre, Peterson, poursuivirent leur carrière après la guerre : Vanags joua en France à Nancy et Strasbourg, tandis que Peterson intégra le club suédo-américain des Chicago Viking.

### La Lettonie au sein de l’URSS
De 1940 à 1991, la Lettonie ne joua aucun match du fait qu’elle n’est plus indépendante, et qu’elle a le statut de république fédérée au sein de l’URSS.
Le pays ne compta qu'un seul footballeur international soviétique, le défenseur central Leonid Ostrovskiy.

### La Lettonie de 1991 à nos jours
Son indépendance vis-à-vis de l’URSS obtenue en 1991, et le refus d’intégrer la CEI (qui participa à l’Euro 1992) lui permettent de rejouer de nouveau en tant que pays. Son premier match en tant que nouveau pays eut lieu contre l’Estonie, le 16 novembre 1991, dans le cadre de la Coupe Baltique. Néanmoins, son premier match reconnu par la FIFA fut contre la Roumanie, à Bucarest, le 8 avril 1992 et se solda par une défaite 2-0.
Sa seule participation à une compétition européenne majeure est l’Euro 2004. La Lettonie dut passer les barrages contre la Turquie, qui était largement favorite, et créa la sensation en se qualifiant (1-0 ; 2-2). À l’Euro 2004 cependant, la Lettonie ne réussit qu’à prendre qu’un point contre l’Allemagne, ce qui était en soi un exploit pour elle (0-0) et perd ses deux autres matchs contre les Pays-Bas (0-3) et la République tchèque (1-2). Le seul buteur letton de la compétition est Māris Verpakovskis. Elle est ainsi la seule des Pays baltes à s’être qualifiée pour la phase finale d'une compétition internationale. En 2006, la Lettonie ne réédita pas l’exploit de 2004 lors des éliminatoires pour la Coupe du monde de football, terminant cinquième d'un groupe qui comprenait la Russie et le Portugal.
Le joueur le plus capé pour la Lettonie est Vitālijs Astafjevs avec 165 sélections et le meilleur buteur de la sélection est Māris Verpakovskis, avec 29 buts inscrits. La Lettonie a gagné 19 fois la Coupe de la Baltique (compétition régionale). Elle ne s'est pas qualifié pour l'Euro 2008, ni pour l'Euro 2012 où elle finit quatrième derrière la Grèce, la Russie et Israël.
Les années 2010 voient la Lettonie connaître une baisse de niveau considérable à l'instar de ses deux voisins baltes, finissant régulièrement avant-dernière ou dernière de ses groupes de qualification pour une phase de Coupe du monde ou de Championnat d'Europe et concédant des matchs nuls voire des revers humiliants face à des nations modestes (Kazakhstan, Géorgie, Îles Féroé, Arménie entre autres). Lors des deux premières éditions de Ligue des nations, en 2018-2019 et 2020-2021, la Lettonie ne parvient pas à être promue en Ligue C et termine à chaque fois avant-dernière de sa poule, elle doit notamment attendre l'édition 2020-2021 pour décrocher sa première victoire dans la compétition, lors de la dernière journée en Andorre (5-0).
Toutefois, la Lettonie parvient à décrocher la première de sa poule en Ligue D lors de l'édition 2022-2023 de la Ligue des nations, grâce à un bilan de 4 victoires, un nul (1-1 à l'extérieur contre Andorre) et une seule défaite (1-2 à domicile contre la Moldavie, son concurrent direct), synonyme de montée en Ligue C pour l'édition suivante.

## Palmarès
| Compétitions internationales                                                                        | Compétitions continentales | Trophées divers |
| - Coupe du monde de la FIFA (0) - Aucune participation - Jeux olympiques (0) - Premier tour en 1924 | - Championnat d'Europe de football (0) - Premier tour en 2004 - Ligue des nations (0) - Vainqueur de la Ligue D1 en 2022-2023 | - Coupe baltique de football (14) - Vainqueur en 1928, en 1932, en 1933, en 1936, en 1937, en 1993, en 1995, en 2001, en 2003, en 2008, en 2012, en 2014, en 2016 et en 2018 - King's Cup (1) - Vainqueur en 2005 - Tournoi international de Malte (0) - 4e en 1998 - Tournoi international de Chypre (0) - 3e en 1997 et en 2005 - 4e en 2004 et en 2007 - 8e en 2000 - Coupe du Premier Ministre de Bahreïn (0) - 4e en 2004 |

### Classement FIFA
| Année              | 1993 | 1994 | 1995 | 1996 | 1997 | 1998 | 1999 | 2000 | 2001 | 2002 | 2003 | 2004 | 2005 | 2006 | 2007 | 2008 | 2009 | 2010 | 2011 | 2012 | 2013 | 2014 | 2015 | 2016 | 2017 | 2018 | 2019 | 2020 | 2021 | 2022 | 2023 | 2024 |
| ------------------ | ---- | ---- | ---- | ---- | ---- | ---- | ---- | ---- | ---- | ---- | ---- | ---- | ---- | ---- | ---- | ---- | ---- | ---- | ---- | ---- | ---- | ---- | ---- | ---- | ---- | ---- | ---- | ---- | ---- | ---- | ---- | ---- |
| Classement mondial | 86   | 69   | 60   | 82   | 75   | 77   | 62   | 92   | 106  | 79   | 51   | 65   | 69   | 90   | 86   | 67   | 45   | 78   | 68   | 106  | 116  | 96   | 101  | 111  | 132  | 132  | 137  | 136  | 134  | 133  | 137  | 140  |

### Parcours enCoupe du monde
| Année | Position                      |      | Année                         | Position |                       | Année | Position |
| 1930  | Non inscrite                  | 1974 | Membre de l' Union soviétique | 2010     | Non qualifiée         |       |          |
| 1934  | Non inscrite                  | 1978 | Membre de l' Union soviétique | 2014     | Non qualifiée         |       |          |
| 1938  | Non qualifiée                 | 1982 | Membre de l' Union soviétique | 2018     | Non qualifiée         |       |          |
| 1950  | Membre de l' Union soviétique | 1986 | Membre de l' Union soviétique | 2022     | Non qualifiée         |       |          |
| 1954  | Membre de l' Union soviétique | 1990 | Membre de l' Union soviétique | 2026     | Éliminatoire en cours |       |          |
| 1958  | Membre de l' Union soviétique | 1994 | Non qualifiée                 | 2030     | À venir               |       |          |
| 1962  | Membre de l' Union soviétique | 1998 | Non qualifiée                 | 2034     | À venir               |       |          |
| 1966  | Membre de l' Union soviétique | 2002 | Non qualifiée                 |          |                       |       |          |
| 1970  | Membre de l' Union soviétique | 2006 | Non qualifiée                 |          |                       |       |          |

### Parcours enChampionnat d'Europe
| Année | Position                      |      | Année                         | Position |               | Année | Position |
| 1960  | Membre de l' Union soviétique | 1988 | Membre de l' Union soviétique | 2016     | Non qualifiée |       |          |
| 1964  | Membre de l' Union soviétique | 1992 | Membre de l' Union soviétique | 2020     | Non qualifiée |       |          |
| 1968  | Membre de l' Union soviétique | 1996 | Non qualifiée                 | 2024     | Non qualifiée |       |          |
| 1972  | Membre de l' Union soviétique | 2000 | Non qualifiée                 | 2028     | À venir       |       |          |
| 1976  | Membre de l' Union soviétique | 2004 | 1er tour                      | 2032     | À venir       |       |          |
| 1980  | Membre de l' Union soviétique | 2008 | Non qualifiée                 |          |               |       |          |
| 1984  | Membre de l' Union soviétique | 2012 | Non qualifiée                 |          |               |       |          |

### Parcours enLigue des nations
| Édition   | Ligue | Phase de Groupe | Phase de Groupe | Phase de Groupe | Phase de Groupe | Phase de Groupe | Phase de Groupe | Phase de Groupe | Phase finale | Phase finale | Phase finale | Phase finale | Phase finale | Phase finale | Phase finale | Phase finale |
| Édition   | Ligue | Class.          | M               | V               | N               | D               | bp              | bc              | Pays hôte    | Résultat     | M            | V            | N            | D            | bp           | bc           |
| --------- | ----- | --------------- | --------------- | --------------- | --------------- | --------------- | --------------- | --------------- | ------------ | ------------ | ------------ | ------------ | ------------ | ------------ | ------------ | ------------ |
| 2018-2019 | D     | 3/4             | 6               | 0               | 4               | 2               | 2               | 6               | 2019         | Inéligible   | Inéligible   | Inéligible   | Inéligible   | Inéligible   | Inéligible   | Inéligible   |
| 2020-2021 | D     | 3/4             | 6               | 1               | 4               | 1               | 8               | 4               | 2021         | Inéligible   | Inéligible   | Inéligible   | Inéligible   | Inéligible   | Inéligible   | Inéligible   |
| 2022-2023 | D     | 1/4             | 6               | 4               | 1               | 1               | 12              | 5               | 2023         | Inéligible   | Inéligible   | Inéligible   | Inéligible   | Inéligible   | Inéligible   | Inéligible   |
| 2024-2025 | C     | 4/4             | 6               | 1               | 1               | 4               | 4               | 11              | 2025         | Inéligible   | Inéligible   | Inéligible   | Inéligible   | Inéligible   | Inéligible   | Inéligible   |
| Total     | Total | Total           | 24              | 6               | 10              | 8               | 26              | 26              | Total        | Total        | 0            | 0            | 0            | 0            | 0            | 0            |

## Principaux joueurs
| - Vitālijs Astafjevs - Imants Bleidelis - Aleksandrs Koļinko - Juris Laizāns - Jānis Lidmanis - Marians Pahars - Ēriks Pētersons - Voldemārs Plade | - Andrejs Prohorenkovs - Andrejs Rubins - Alberts Šeibelis - Aleksandrs Starkovs - Igors Stepanovs - Andrejs Štolcers - Māris Verpakovskis - Mihails Zemļinskis |

## Records
| Rang | Sélections | Joueur             | Carrière  | Buts |
| ---- | ---------- | ------------------ | --------- | ---- |
| 1    | 167        | Vitālijs Astafjevs | 1992-2010 | 16   |
| 2    | 117        | Andrejs Rubins     | 1998-2011 | 9    |
| 3    | 113        | Juris Laizāns      | 1998-2013 | 15   |
| 4    | 106        | Imants Bleidelis   | 1995-2007 | 10   |
| 5    | 105        | Mihails Zemļinskis | 1992-2005 | 12   |
| 6    | 104        | Māris Verpakovskis | 1999-2014 | 29   |
| 7    | 100        | Igors Stepanovs    | 1995-2011 | 4    |
| 7    | 100        | Andris Vaņins      | 2000-2019 | 0    |
| 9    | 94         | Aleksandrs Koliņko | 1997-2015 | 0    |
| 10   | 89         | Kaspars Gorkšs     | 2005-2017 | 5    |

| Rang | Buts | Joueur             | Carrière  | Sélections | Ratio |
| ---- | ---- | ------------------ | --------- | ---------- | ----- |
| 1    | 29   | Māris Verpakovskis | 1999-2014 | 104        | 0,28  |
| 2    | 24   | Ēriks Pētersons    | 1929-1939 | 63         | 0,38  |
| 3    | 16   | Vitālijs Astafjevs | 1992-2010 | 167        | 0,1   |
| 4    | 15   | Marians Pahars     | 1996-2007 | 75         | 0,2   |
| 4    | 15   | Juris Laizāns      | 1998-2013 | 113        | 0,13  |
| 6    | 14   | Alberts Šeibelis   | 1995-2011 | 54         | 0,26  |
| 7    | 13   | Iļja Vestermans    | 1935-1938 | 23         | 0,57  |
| 8    | 12   | Aleksandrs Cauņa   | 2007-2015 | 45         | 0,27  |
| 8    | 12   | Valērijs Šabala    | 2013-     | 53         | 0,25  |
| 8    | 12   | Mihails Zemļinskis | 1994-2000 | 105        | 0,11  |

Les joueurs en gras sont encore en activité.

## Sélectionneurs
Mis à jour le 20 juin 2025.
| Sélectionneur                                      | Période   | Matchs  | Gagnés  | Nuls    | Perdus  | Gagnés % |
| -------------------------------------------------- | --------- | ------- | ------- | ------- | ------- | -------- |
| Juris Rēdlihs                                      | 1924      | Inconnu | Inconnu | Inconnu | Inconnu | Inconnu  |
| Juris Rēdlihs                                      | 1930-1931 | Inconnu | Inconnu | Inconnu | Inconnu | Inconnu  |
| Aucun sélectionneur et aucun match de 1940 à 1992. |           |         |         |         |         |          |
| Jānis Gilis                                        | 1992-1997 | 61      | 17      | 11      | 33      | 27,86    |
| Revaz Dzodzouachvili                               | 1998-1999 | 18      | 5       | 3       | 10      | 27,77    |
| Gary Johnson                                       | 1999-2001 | 15      | 3       | 3       | 9       | 20       |
| Aleksandrs Starkovs                                | 2001-2004 | 43      | 16      | 8       | 19      | 37,209   |
| Jurijs Andrejevs                                   | 2004-2007 | 27      | 5       | 8       | 14      | 18,51    |
| Aleksandrs Starkovs                                | 2007-2013 | 62      | 18      | 13      | 31      | 29,03    |
| Marians Pahars                                     | 2013-2017 | 33      | 7       | 11      | 15      | 21,21    |
| Aleksandrs Starkovs                                | 2017-2018 | 11      | 1       | 2       | 8       | 9,09     |
| Mixu Paatelainen                                   | 2018      | 9       | 1       | 5       | 3       | 11,11    |
| Slaviša Stojanovič                                 | 2019-2020 | 10      | 1       | 0       | 9       | 10       |
| Dainis Kazakevičs                                  | 2020-2023 | 41      | 11      | 12      | 18      | 26,83    |
| Paolo Nicolato                                     | 2024-     | 14      | 3       | 5       | 6       | 21,42    |